# Psy Wojny
Psy Wojny – polski zespół punkrockowy, założony w 1985 w Jastrzębiu Zdroju.

## Historia grupy
Głównym założycielem i liderem grupy był Tomasz „Falon” Jaworski, wokalista zespołu. Pierwszy koncert Psów Wojny odbył się w salce katechetycznej w Jastrzębiu Zdroju w 1987 roku. Początki zespołu były dość trudne jeśli chodzi o stabilizację składu, a wynikało to z obowiązkowego poboru do odbycia służby wojskowej. Nie stanęło to przeszkodzie do ukazania się pierwszego zapisu fonograficznego grupy w postaci demo „Die Kriegshunde”, będącego rejestracją z próby zespołu – wydawnictwem zajęła się mała wytwórnia „Swoboda Records” z Kępna. Zespół wystąpił na festiwalu w Jarocinie, grał też w Niemczech.
W roku 1992 Psy Wojny nagrały płytę „W Przebłysku Świadomości” wyd. FALA. Jednak najgłośniejszym echem odbiła się płyta, która powstała rok później pt. „Demokracja” – zarejestrowana na kasecie za sprawą wydawnictwa Silver-Ton i na płycie cd pod szyldem niemieckiego wydawnictwa The Rats Of Rocks Records. Ballada o barze Relax taki tytuł nosi kolejna płyta z spod ręki wytwórni Silver-Ton.
Następnie wydawnictwem twórczości zespołu zajął się sam lider zespołu – Falon, który założył wytwórnię Psy Wojny Records, publikującą również muzykę innych zespołów, np. Frontside. Pod szyldem jego wytwórni w roku 1995, czyli na 10-lecie zespołu na kasecie pt. „Zamknięta Dekada” zarejestrowany został właśnie jubileuszowy koncert, który odbył się w Domu Zdrojowym w Jastrzębiu. Oprócz Psów Wojny w koncercie wzięły udział takie zespoły jak: Farben Lehre, Strajk, Wegetacja, Ashlar i Egzystencja. Rok później w czeskim Cieszynie został zarejestrowany materiał o nazwie „Heretyk”, który poświęcony został pamięci tragicznie zmarłego Grzegorza „Normana” Borowczyka,  gitarzysty zespołu Vehement i Psów Wojny.
Wiesław Królikowski określał Psy Wojny jako "najzwyklejszy zespół punkowy, może rzeczywiście bardziej autentyczny od wielu innych".

## Muzycy
Obecny skład zespołu
- Tomasz „Falon” Jaworski – śpiew (od 1985)
- Bogdan „Elvis” Cudzich – gitara (od 1985)
- Marek Sunaj – gitara
- Grzegorz Wrzodak – perkusja
- Roman „Romasz” Padolec – bas[4].

## Dyskografia
Dema
- 1988: Die Kriegshunde[5]

Albumy studyjne
- 1992: W Przebłysku Świadomości
- 1993: Demokracja
- 1994: Ballada o Barze Relax
- 1996: Heretyk
- 2009: Demo

Albumy koncertowe
- 1992: Live Rotudna
- 1995: Zamknięta Dekada